# Arve (Fluss)
Die Arve ist ein linker Nebenfluss der Rhône in den Westalpen, der in Frankreich und in der Schweiz verläuft. 

## Flusslauf
Die Arve entspringt in Frankreich, im oberen Chamonixtal nahe dem Col de Balme. Sie fließt anfangs bis Chamonix-Mont-Blanc nach Südwesten und wendet sich danach grob in Richtung Westnordwest. Die Arve erreicht schließlich die Schweiz und mündet in Genf linksseitig in die Rhône. Die Gesamtlänge des Flusses beträgt rund 108 Kilometer, davon rund 8,5 Kilometer in der Schweiz. Sie hat einen mittleren Abfluss von 75 m³/s und ein Einzugsgebiet etwa 2000 km².

## Orte am Fluss
(Reihenfolge in Fliessrichtung)
- Chamonix-Mont-Blanc
- Passy
- Sallanches
- Cluses
- Bonneville
- Annemasse
- Carouge
- Genf

## Brücken im Kanton Genf
11 Brücken überqueren den Fluss im Kanton Genf: Acht Strassen-, zwei Fussgänger- und eine Eisenbahnbrücke.
- Pont de Sierne
- Passerelle de Vessy
- Pont de Vessy
- Pont du Val d’Arve
- Pont des Artisanes (Eisenbahnbrücke)
- Pont de la Fontenette
- Pont de Carouge
- Pont des Acacias
- Hans-Wilsdorf-Brücke
- Pont de Saint-Georges
- Passerelle du Bois de la Bâtie

## Bildergalerie

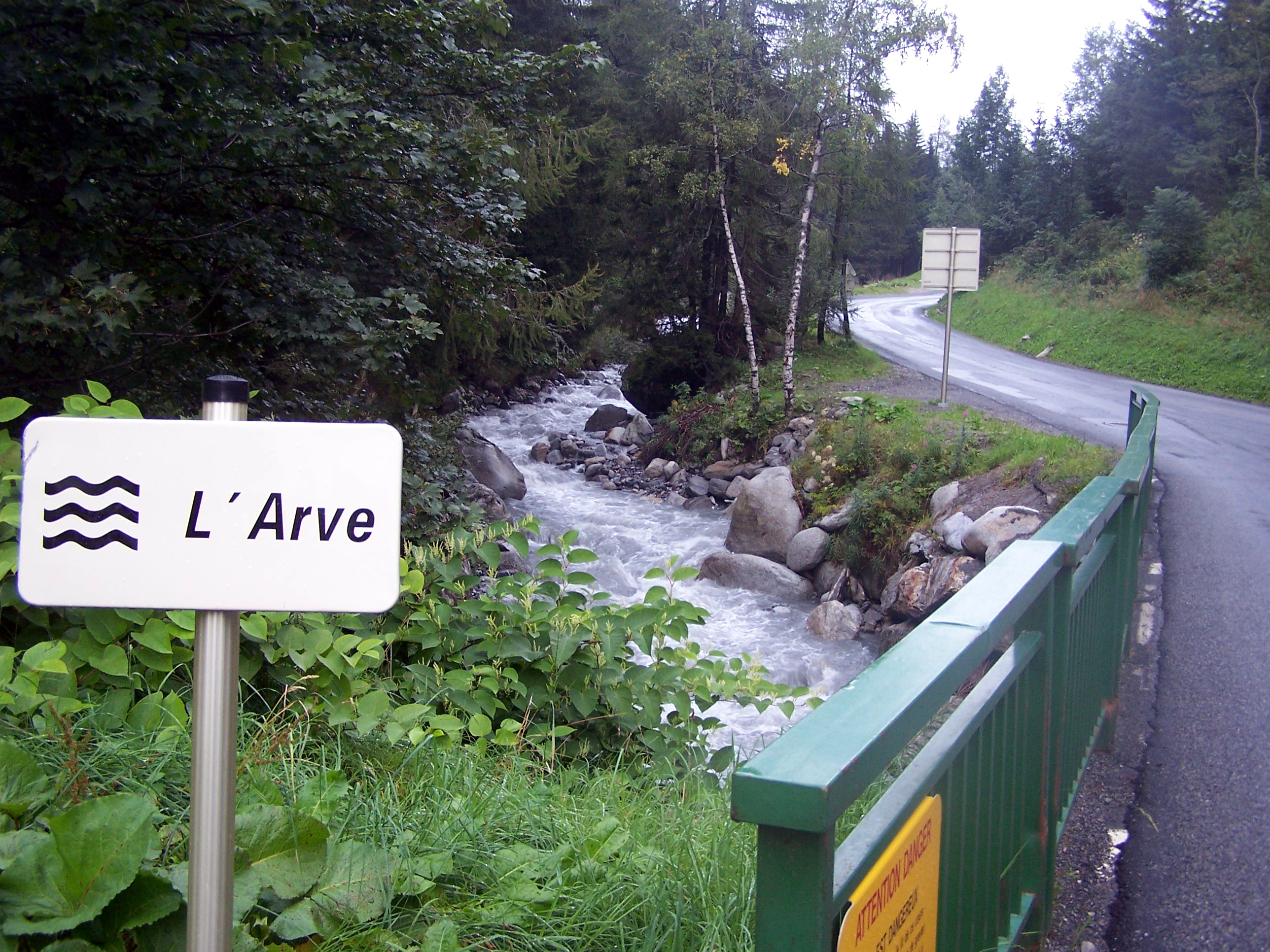
Oberlauf der Arve bei Montroc
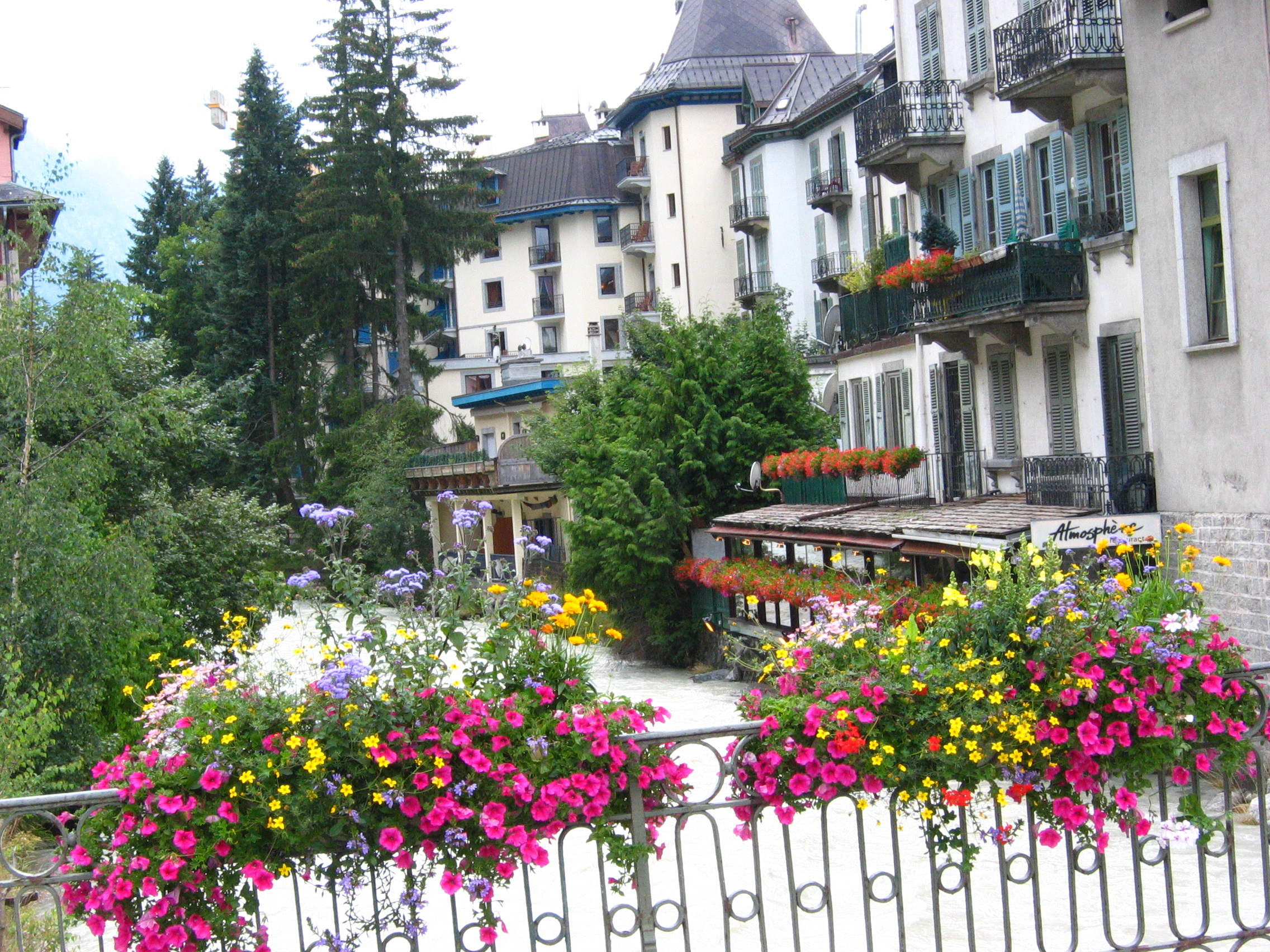
Die Arve in Chamonix-Mont-Blanc
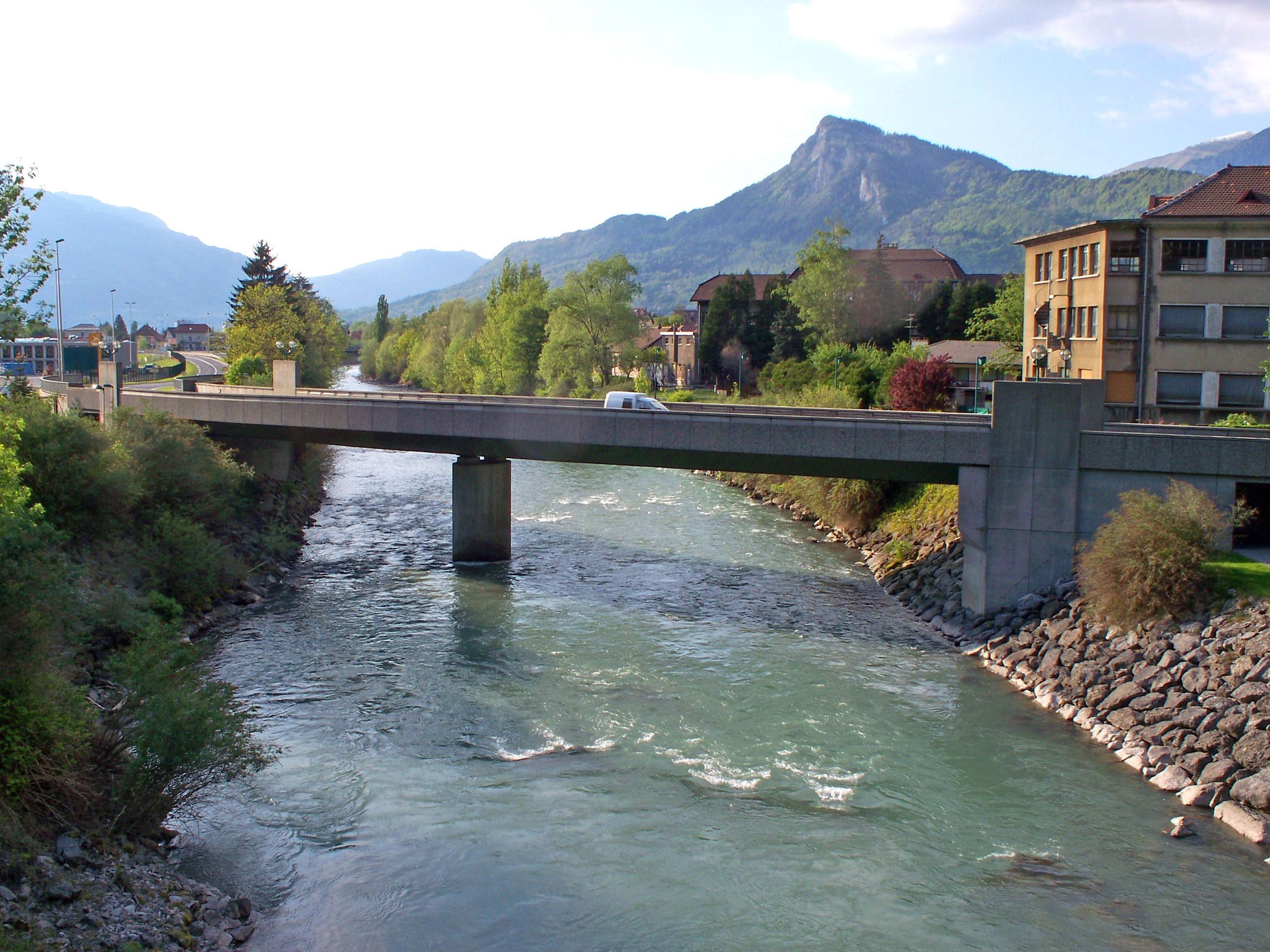
Pont de l'Europe in Cluses
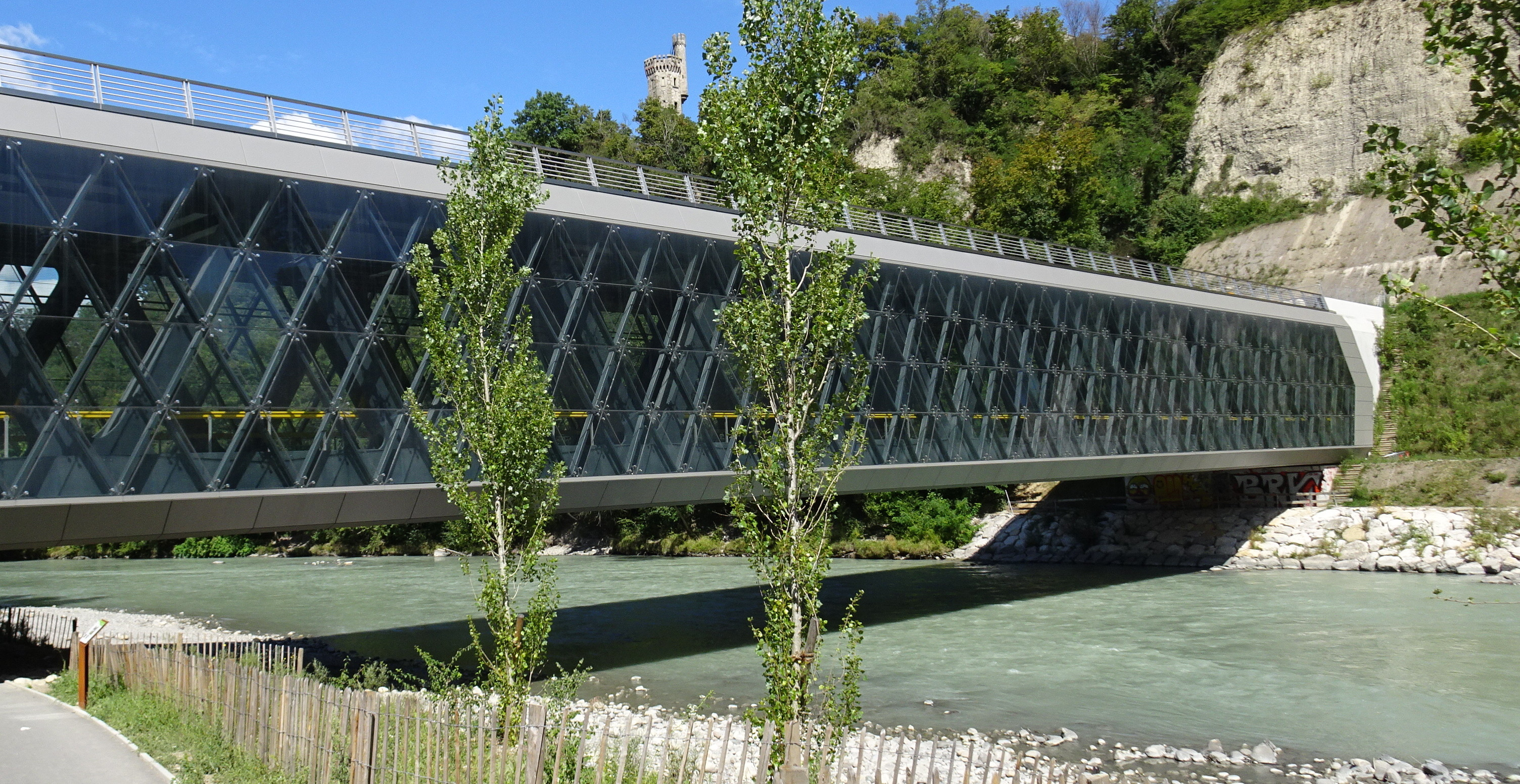
CEVA-Eisenbahnbrücke von 2016 zwischen Carouge und Genf
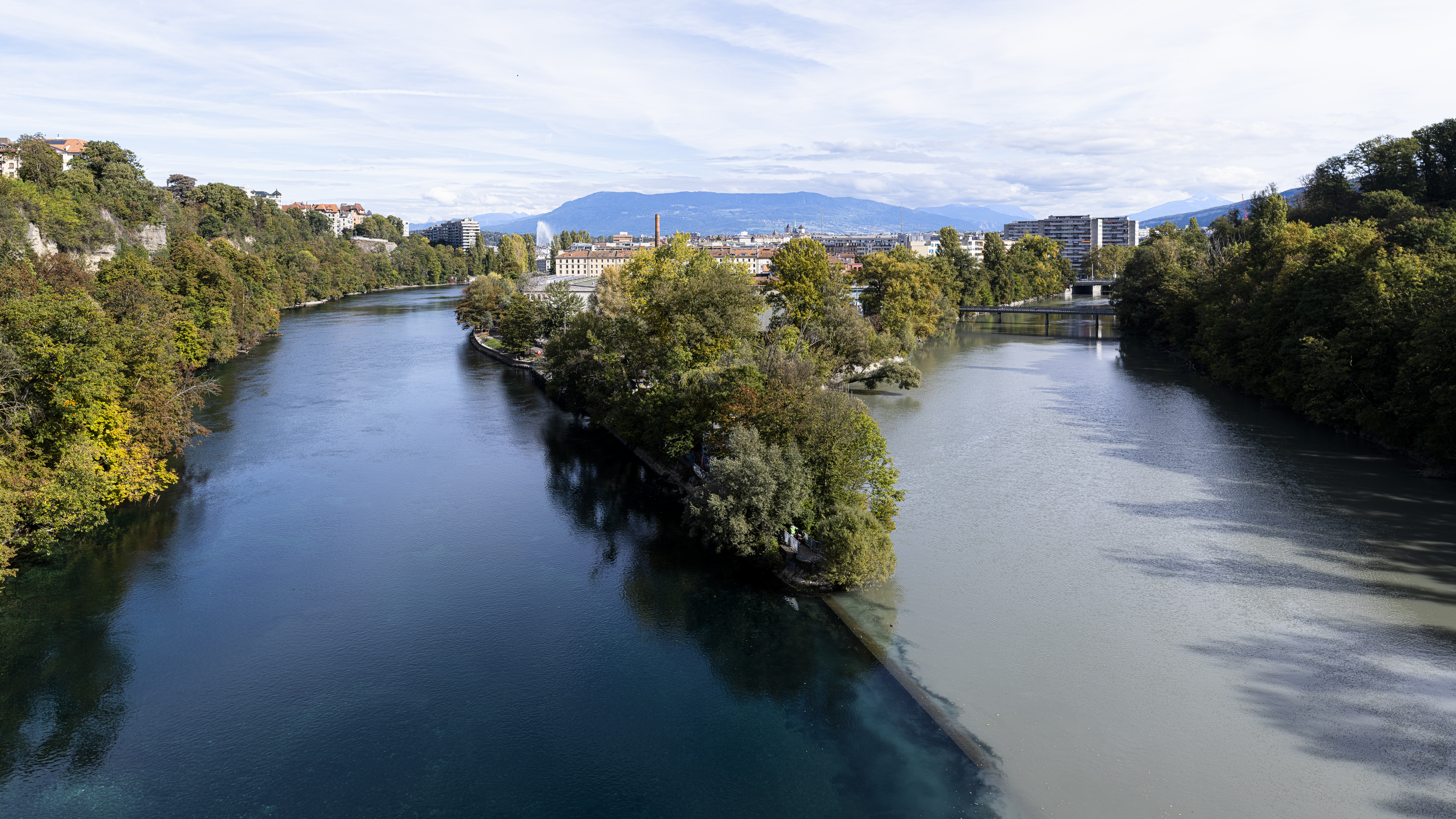
Mündung in Genf: links die Rhône und rechts die Arve